# Cosmophasis bitaeniata
Cosmophasis bitaeniata es una especie de araña saltarina del género Cosmophasis, de la familia Salticidae, orden Araneae.

## Distribución
Se distribuye por Indonesia, Nueva Guinea, Australia, Micronesia y Fiyi.

## Taxonomía
Fue descrita por Keyserling en 1882 y publicada en Keyserling, E. (1882). Die Arachniden Australiens, nach der Natur beschrieben und abgebildet [Erster Theil, Lieferung 29-30]. Bauer & Raspe, Nürnberg 1325-1420, Pl. 113-, 120.